# 35-й стрелковый корпус
35-й стрелковый корпус (35-й ск) — воинское соединение в РККА Вооружённых Сил СССР до и во время Великой Отечественной войны.

## 1-е формирование
Управление корпуса сформировано в августе 1939 в управлении 6-го стрелкового корпуса Одесской армейской группы (далее ОдАГ) Киевского Особого военного округа (далее КОВО).
17 сентября 1939 года корпус в составе ОдАГ вошёл в состав Украинского фронта (далее УФ) во время освободительного похода в восточные районы Польши — в Западную Украину. Корпус находился в Действующей армии 17-28.9.39.
12 октября 1939 года образован Одесский военный округ (далее ОдВО). Корпус вошёл в состав округа.
28 июня — 3 июля 1940 года корпус в составе 9-й армии Южного фронта принимал участие в освободительном походе в Бессарабию. После окончания похода управление корпуса было оставлено на территории Бессарабии для постоянной дислокации.
На новой советско-румынской границе в 1940 году были заложены 84-й Верхнепрутский укреплённый район и 86-й Нижнепрутский укреплённый район. Полевые сооружения 84-го района и 86-го района должны были занимать войска корпуса.
22 июня 1941 года корпус вошёл в состав 9-й отдельной армии. 24 июня 9-я армия вошла в состав Южного фронта.

## Полное название
35-й стрелковый корпус

## Подчинение
- Киевский Особый военный округ:
  - Одесская армейская группа август — сентябрь 1939;
  - 13-я армия (сентябрь — 12 октября 1939);
- Одесский военный округ (12 октября 1939 — 20 июня 1940);
- Южный фронт:
  - 9-я армия (20 июня — 10 июля 1940);
- Одесский военный округ (10 июля 1940 — 22 июня 1941);
- 9-я отдельная армия (22 — 24 июня 1941);
- Южный фронт (с 24 июня 1941):
  - 9-я армия (до … 1941).

## Командование
командиры
- Аввакумов, Яков Александрович комбриг (11.1939 — 06.1940).
- Дашичев, Иван Фёдорович, командир корпуса, комбриг (8.07.1940 — 11.09.1941).

начальники штаба корпуса
- Верхолович, Павел Михайлович, начальник штаба корпуса, полковник (??.05.1940— ??.08.1941).

начальник АБТС корпуса
- Колосов, Максим Васильевич, (28.11.1939 - 12.05.1943) полковник[1].

## Состав
На 1.09.1939: КОВО,
- 95-я стрелковая дивизия
- 176-я стрелковая дивизия
- 268-й отдельный зенитно-артиллерийский дивизион
- 247-й отдельный сапёрный батальон
- 262-й отдельный батальон связи

На 10.06.1940: ОдВО,
- 95-я стрелковая дивизия
- 176-я стрелковая дивизия
- Приданные корпусу части:
  - 266-й корпусной артиллерийский полк
  - 522-й гаубичный артиллерийский полк РГК
  - 39-й артиллерийский дивизион боевых машин

На 28.06.1940 в 11.00: Южный фронт,
- 15-я моторизованная дивизия
- 95-я стрелковая дивизия
- 173-я стрелковая дивизия
- 21-я легкотанковая бригада
- 4-я легкотанковая бригада
- 266-й корпусной артиллерийский полк

На 28.06.1940 в 13.15: Южный фронт,
- 15-я моторизованная дивизия
- 95-я стрелковая дивизия
- 173-я стрелковая дивизия
- 4-я легкотанковая бригада
- 266-й корпусной артиллерийский полк

## Боевая деятельность
1939 год
1 сентября началась германо-польская война.
16 сентября корпус в составе Одесской армейской группы вошёл в состав Украинского фронта.
17 сентября начался освободительный поход. Одесская армейская группа участия в боевых действиях не принимала. В составе Действующей армии находилась 17.9.39-28.9.39. Корпус находился в месте постоянной дислокации.
С 12 октября корпус в составе ОдВО.
1940 год
10 июня
По телеграмме Генштаба командующий войсками ОдВО И. В. Болдин приводит в готовность управления 35-го ск с корпусными частями, 15-ю моторизованной дивизии, 51-ю, 95-ю, 173-ю стрелковые дивизии, 4-ю легкотанковую бригаду и другие соединения и части.
В 11.20-11.30 начальник Генштаба РККА направил командующему войсками ОдВО директиву о движении походным порядком в новые районы соединений и частей: в частности Управление 35-го ск с корпусными частями — Черна к утру 12 июня; 95-я сд — Рыбница, Воронково к утру 12 июня; 51-я сд — Малаешты, Тирасполь к утру 13 июня; 15-я мд — Карманово, Глинное, Павловка к утру 12 июня; 4-я лтбр — Шибка к утру 13 июня.
11 июня войска корпуса под видом учебного похода начали сосредоточение, которое должно было завершиться 24 июня.
20 июня
Поздно вечером командующий войсками КиевОВО генерал армии Г. К. Жуков получил директиву наркома обороны СССР и начальника Генштаба о начале сосредоточения войск и готовности к 22.00 24 июня к наступлению с целью разгромить румынскую армию и занять Бессарабию. Для управления войсками из состава Управления Киевского Особого военного округа выделяется управление Южного фронта. Командующим войсками фронта назначается командующий войсками КиевОВО генерал армии Г. К. Жуков, место штаба фронта определено в г. Проскуров.
Из войск Одесского ВО и войск прибывших из других округов формировалась 9-я армия, штаб армии в Гросулово 35 км к северо-востоку от г. Тирасполь (ныне Великая Михайловка).
Управление 35-го ск, 173-я, 51-я, 95-я стрелковые дивизии и 15-я моторизованная дивизия; 21-я легкотанковая бригада сосредотачивались в районе г. Дубоссары, г. Тирасполь, Плоское, Шибка.
По приказу командующего фронтом войска армии должны были развернуться:
- Управления 35-го, 37-го и 7-го ск, 173, 176, 30, 164, 51, 95, 147, 150 и 15-я сд; 21-я лтбр, 522-й, 110-й, 320-й, 124-й, 430-й,439-й артполки и 317-й артдивизион РГК в районе — Дубоссары, Тирасполь, Плоское, Шибка.

27 июня
Вечером почти все войска Южного фронта (командующий — генерал армии Г. К. Жуков, член Военного совета — корпусной комиссар В. Н. Борисов, начальник штаба — генерал-лейтенант Н. Ф. Ватутин) были сосредоточены и развёрнуты в соответствии с планом командования.
9-я армия сформирована из войск ОдВО, КОВО, ХВО и СКВО и развёрнута на фронте Б.Молокиш на севере — Овидиополь на юге. Штаб армии — в Гросулово 35 км к северо-востоку от г. Тирасполь (ныне — Великая Михайловка).
35-й ск развёрнулся в районах г. Дубоссары и г. Тирасполь.
Состав корпуса:
- 15-й моторизованная дивизия
- 95-я стрелковая дивизия
- 173-я стрелковая дивизия
- 21-я легкотанковая бригада
- 4-я легкотанковая бригада

28 июня
В 11.00 советские войска получили новую задачу — без объявления войны занять Бессарабию и Северную Буковину.
Командующий войсками армии определил задачи: 35-му ск подвижным эшелоном в составе 15-й мд, 21-й лтбр и одного стрелкового полка 95-й сд на автомашинах выйти к р. Прут и удерживать рубеж: 15-й мд на участке г. Унгены, Кастулени, стрелковому полку 95-й сд Немцени, Радюканьи и 21-й лтбр с. Леово, с. Цыганка, остальными силами корпуса занять — 173-й сд с 4-й ттбр г. Кишинёв; главными силами 95-й сд — район Карпинени. Штаб корпуса-35 — Кишинёв. Граница слева — Тирасполь, Селемет, Цыганка.
В 13.15 командующий войсками армии издал боевой приказ № 2, уточнивший задачи войск:
- 35-й ск, 173-я сд и 95-я сд, 15-я мд и 4-я лтбр к исходу 29.6 подвижными частями достигают рубежа р. Прут:
- 15-я мд на участке Вульпешти, Коштулени, штадив — Кетирени. Ночлег с 28 на 29.6 — Кишинёв;
- Подвижной отряд 95-й сд — разведбатальон, танковый батальон, мотоартиллерия, пехота и сапёры на машинах выходят к переправе у Леушени. Ночлег с 28 на 29.6 — Кишинёв;
- 4-я лтбр к вечеру 28.6 полностью сосредоточиться Кишинёв;
- 173-я сд из района г. Дубоссары переправляться через Днестр у Григориополя и к исходу 28.6 сосредоточиться в районе Коржево, Балабанешты, 29.6 переходит Кишинёв;
- 95-я сд из района г. Тирасполь главными силами переправляется 28.6 у Ташлык и к исходу дня сосредоточивается в районе хут. Нахарова, Нов. Романовка, Спея. В дальнейшем, двигаясь по маршруту Чимишены, Бачой, Ловены, Ганчешты, Карпияны, выйти на р. Прут к утру 1.7 на участке Немцавы, Леушени, Томай, имея главные силы район Карпияны, штадив Карпияны.

В 14.00 войска фронта начали операцию.
В 14.30 штаб фронта доложил в Москву о том, что с переправой войск 9-й армии возникли проблемы.
У г. Григориополя в 18.20-20.00 переправилась 95-я сд, которая вышла в район Будешты, Колоница, Сагайдак.
У г. Григориополя к 20.30 завершили переправу главные силы 173-й сд. 15-я мд и 4-я лтбр с 20 часов начали переправу южнее Ташлыка, и их передовые части в 22.00 вступили в г. Кишинёв.
В течение ночи в Кишинёв подтянулись главные силы 15-й мд, 4-й лтбр, передовой отряд 95-й сд и подвижной отряд 51-й сд.
В 23.00 армия заняла Сороки, Кишинев, Аккерман и район Бельцы. Румынские войска продолжали отход за р. Прут.
В 23.00 командование фронта отдало своим войскам директиву, в которой указывалось: Армиям фронта с утра 29.6 продолжать движение и занять северную Буковину и Бессарабию и к исходу 30.6 выйти к новой государственной границе. 9-й армии — выйти на рубеж Пырлица, Ганчешты, Дезгинже. Основные силы действующих войск иметь: 15-ю мд в районе Пырлица, 95-ю сд — Ганчешты, 21-ю лтбр — Дезгинже и 173-ю сд — Кишинёв. Все эти соединения объединить в составе 35-го ск.
На основании директивы командования фронта, штаб 9-й армии в 5.10 издал боевой приказ № 3, уточнявший указания штаба фронта:
- 9-я армия моторизованными частями выходит на рубеж Пырлица, Ганчешты, Дезгинже.
- 35-й ск в составе 15-й мд, 95-й и 173-й сд, 4-й лтбр к исходу 29.6 сосредоточиться:
- 95-я сд — Ганчешты;
- 15-я мд в районе Пырлица, выбросив передовые части к р. Прут на участке Петрешти, Дануцени;
- 173-я сд и 4-я лтбр — Кишинёв.

В ночь с 28 на 29 июня соединения и части 35-го ск находились:
- часть управления корпуса в Кишинёв, другая часть оставалась на восточном берегу Днестра;
- 15-я мд в Кишинёв;
- Подвижной отряд 95-й сд — разведбатальон, танковый батальон, мотоартиллерия, пехота и сапёры на машинах в Кишинёв;
- часть 173-й сд в Кишинёв, другая часть оставалась в районе Коржево, Балабанешты;
- часть 4-й лтбр в Кишинёв, другая часть оставалась на восточном берегу Днестра;
- 95-я сд в районе Будешты, Колоница, Сагайдак.

29 июня
Войска фронта с утра возобновили продвижение вперёд. 15-я мд в 6.00 выступила из Кишинёва и к 19.00 передовыми танковым и 321-м моторизованным полками достигла района Корнешты, Пырлица. Около Корнешт части дивизии были обстреляны румынским отрядом. Советские части открыли ответный пулемётный огонь. В перестрелке погибло 2 красноармейца, было убито 12 и ранено 16 румынских солдат. Конфликт был разрешён на месте представителями сторон. Самолёт связи дивизии был обстрелян румынским бронепоездом на ст. Перивал между Корнештами и Пырлицей. Управление 35-го ск, 173-я сд и 4-я лтбр полностью сосредоточились в Кишинёве. Из состава танковой бригады через с. Ганчешты к переправе у с. Фэлчиу был направлен 46-й танковый батальон, который к исходу дня сосредоточился в Кании, где контролировал отход румынских войск. 95-я сд к исходу дня достигла района с. Милешты, с. Костешты.
30 июня
В 0.15 продлён срок эвакуации румынских войск до 14.00 3 июля. На основании полученной информации командование фронта отдало приказ, в котором было сказано, что армии фронта, продолжают двигаться к новой границе, к исходу 29 июня заняли северную Буковину и заканчивают занятие Бессарабии. Далее командующий приказывал:
- 9-й армии передовыми частями 35-го ск к исходу 30.6 занять и закрепиться по р. Прут на участке (иск.) с. Скулени, с. Цыганка, имея основные силы 15-й мд в с. Пырлица, 95-й сд в с. Ганчешты.
- Разъяснить всему личному составу, что Советское правительство разрешило румынской армии производить эвакуацию до 14.00 3.7.40 г., поэтому все вопросы решать только мирным путём, допуская где нужно возможность нормального отхода. При отходе румынских частей не допускать производства румынскими солдатами грабежей, увода скота, подвижного состава и подвод, взятых у местного населения Бессарабии и Буковины, для чего выделить на переправы через р. Прут: от 9-й армии в с. Леушени танковый батальон с десантом; в г. Кагул один танковый полк от кд, в г. Рени танковый батальон с десантом пехоты; на переправу через р. Дунай в Измаил — один танковый полк от кд. Танковым полкам и батальонам выступить на указанные переправы в 5.00 30.6.

6.00. Войска 35-го ск походными колоннами двигались на запад.
12.00 В 12.50 в расположение 95-й сд прибыл румынский генерал с двумя офицерами и переводчиком и заявил протест на быстрое продвижение советских войск, которое вносит беспорядок в румынскую армию. Генерал пригрозил, что отдал своим частям приказ открывать огонь, если советские части станут продвигаться за ними на линию Балчан-Карликень.
14.00. 47-й мотострелковый полк 15-й мд в 14.00 вошёл в соприкосновение с румынским отрядом силою до 1800 человек с 20 орудиями и 200 подводами, загруженными артиллерийскими снарядами. Им было предложено перегрузить снаряды на воинские подводы, а подводы местных жителей вернуть.
15.00. Главные силы 15-й мд с 15.00 находились в районе с. Пырлицы.
17.00. Передовой отряд 95-й сд на автомашинах достиг берега р. Прут и в 17.00 занял с. Леово.
20.00. Основные силы 95-я сд двигались в направлении с. Ганчешты.
Батальон 321-го мсп 15-й мд и танковый батальон 14-го танкового полка 15-й мд с 20 часов контролировали переправу в г. Унгены. Передовая танковая рота в 20.00 заняла переправу у с. Петрешты. Танковый батальон и 9-я стрелковая рота 15-й мд вступили в с. Скуляны. Во время переговоров с румынским генералом, которые происходили на улице при большом скоплении местных жителей, неизвестно кем в сторону советских танков была брошена ручная граната, вслед за взрывом которой по танку со стороны румынских частей была дана пулемётная очередь. Один из танков ответил пулемётной очередью и выстрелом осколочным снарядом. Жертв с обеих сторон не было.
Передовой отряд 95-й сд на автомашинах в 20.00 занял с. Леушени.
22.00. 35-й ск к исходу дня выполнил поставленную задачу — занял и закрепился по р. Прут на участке (иск.) с. Скулени, с. Цыганка, имея основные силы 15-й мд в с. Пырлица, 95-й сд в с. Ганчешты.
Основные силы 15-й мд находились в районе с. Пырлицы. Батальон 321-го мп 15-й мд и танковый батальон 14-го тп 15-й мд контролировали переправу в г. Унгены. Танковый батальон и 9-я стрелковая рота 15-й мд вступили в с. Скуляны.
95-я сд к исходу дня основными силами вступила в с. Ганчешты.
Передовой отряд 95-й сд занимал с. Леушени и с. Леово.
1 июля
15-я мд находилась в районе с. Петрешты, г. Унгены, с. Пырлица. Главные силы 95-й сд совершали марш с севера на юг от с. Ганчешты к с. Карпинены.
20.00. Главные силы 95-й сд к вечеру подходили к с. Карпинены.
2 июля
5.00. Главные силы 95-й сд к 5.00 сосредоточились в районе с. Карпинен, а передовой отряд продолжал контролировать берег Прута от с. Леушени до с. Леово.
15.00. 15-я мд продолжала оставаться в районе с. Пырлица, с. Корнешты, (с. Петрешты находится рядом на границе). Передовой отряд дивизии контролировал переправу в г. Унгены, где румынские части заминировали мост. Получив приказ не допустить взрыва моста, командир дивизии предъявил румынскому командованию ультиматум: «В случае взрыва моста нами будут предприняты решительные действия с применением авиации против г. Яссы». В итоге румынская сторона согласилась с советскими требованиями, и мост не был взорван. Кроме эвакуировавшихся румынских войск на переправе скопилось до 6 тыс. беженцев в Румынию.
Главные силы 95-й сд находились в районе с. Карпинен, а передовой отряд контролировал берег Прута от с. Леушени до с. Леово.
3 июля
Передовой отряд 15-й мд был отведён из с. Скуляны, так как туда подошли главные силы 798-го стрелкового полка 140-й сд.
В 14.00 советско-румынская граница была закрыта. Таким образом войска Южного фронта выполнили поставленную перед ними задачу. Войска приступили к изучению новых дислокации и плановой боевой и политической подготовке.
35-й ск в составе 15-й мд, 95-й сд, 173-й сд, 4-й лтбр находился на территории Бессарабии, 15-я мд и 95-я сд с 3 июля охраняли участок границы.

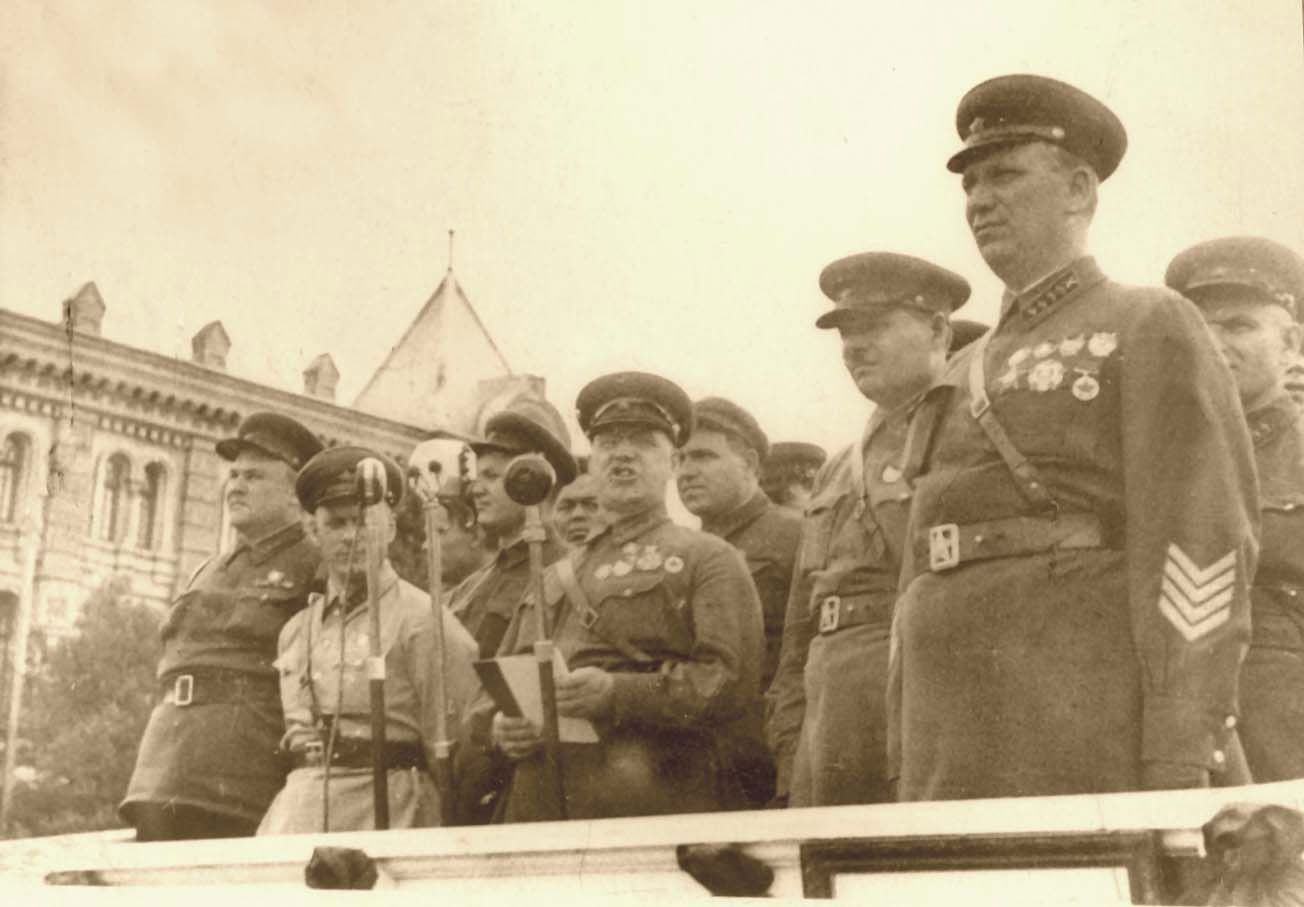
Выступление генерала армии Г. К. Жукова на военном параде в Кишинёве 4 июля 1940 года

В 14.00 — 16.00 на Соборной площади Кишинёва (в советское время — площадь Победы) состоялся парад советских войск, в котором участвовали части 35-го стрелкового корпуса, 173-й стрелковой дивизии и 4-й легкотанковой бригады (военнослужащих 8364, танков — 102, орудий — 279, бронемашин — 16, автомашин — 79, тракторов — 108, самолётов — 336). Парадом командовал командующий войсками 9-й армии генерал-лейтенант В. И. Болдин, а принимал его командующий Южным фронтом генерал армии Г. К. Жуков. В параде участвовал танк лейтенанта Балясникова, первым вступивший 28 июня в город. Парад проходил на Александровской улице Кишинёва. Портреты членов Политбюро ЦК ВКП(б), народного комиссара обороны СССР тов. Тимошенко, плакаты, лозунги, красные флаги украшали центральную улицу. Рабочие, служащие, интеллигенция с детьми пришли посмотреть вооружённые силы социалистической Родины. После парада состоялась грандиозная демонстрация местного населения.
5 июля
В связи с окончанием Бессарабского похода войска фронта были приведены в состояние постоянной боевой готовности.
6 июля
СНК СССР принял постановление по которому территория Северной Буковины была включена в состав КОВО, а Бессарабии — в состав ОдВО и предусматривалось проведение организационных мероприятий в Красной Армии.
Нарком обороны СССР издал директивы Военным советам КОВО и ОдВО о новом составе и дислокации войск округов. В директивах предусматривалось начать новые формирования соединений, утверждённые правительством, перевести войска в новые места постоянной дислокации, расформировать части и учреждения, созданные для проведения освободительного похода и начать увольнение задержанного после советско-финляндской войны приписного состава.
7 июля на основании директивы наркома обороны СССР командующий войсками Южного фронта издал директивы, согласно которым для постоянной дислокации в Бессарабии оставались 176-я стрелковая дивизия в районе Сороки, Флорешты, Бельцы, 15-я моторизованная дивизия в районе Бендеры, Тирасполь и управление 35-го стрелкового корпуса Кишиневе.
В 20.00 граница была передана Красной Армией под охрану пограничным войскам НКВД. На новой границе и по рекам Прут и Дунай были развернуты с севера на юг 97-й (Черновицкий), 23-й (Липканский), 24-й (Бельцкий), 2-й (Каларашский), 25-й (Кагульский) и 79-й (Измаильский) погранотряды Украинского и Молдавского округов пограничных войск НКВД.
35-й ск передал свой участок границы 2-му Каларашскому пограничному отряду НКВД.
9 июля все войска Южного фронта выдвигались к местам постоянной дислокации. Управление Южного фронта было расформировано.
10 июля было расформировано управление 9-й армии.
Корпус перешёл в состав ОдВО.
2 августа провозглашена Молдавская Советская Социалистическая Республика. Северная Буковина, Хитинский, Аккерманский и Измаильский уезды Бессарабии вошли в состав Украинской ССР.
7 августа образована Аккерманская область с центром в городе Аккерман.
7 декабря Указом Президиума Верховного совета СССР переименована в Измаи́льскую область, тем же указом областной центр был перенесён в г.Измаил. Занимала площадь 12,4 тыс. км².
В рамках фортификационных работ начатых по приказу от 26 июня 1940 наркома обороны Маршала Советского Союза С. К. Тимошенко на новой советско-румынской границе вдоль реки Прут в МССР были заложены 84-й Верхнепрутский укреплённый район и 86-й Нижнепрутский укреплённый район.
1941 год
В Верхнепрутском УРе фронт составлял 75 км, глубина района 5-6 км. В Нижнепрутском УРе фронт составлял 77 км, глубина района 5-6 км.
1 мая
Гарнизон Единцы Молдавской ССР:
- 176-я сд: 389-й сп. Всего было 1702 военнослужащих.

Гарнизон Петрушены-Кажба Молдавской ССР:
- 176-я сд: 404-й сп. Всего было 2308 военнослужащих.

Гарнизон г. Бэлцы Молдавской ССР:
- 176-я стрелковая дивизия: управление дивизии, 591-й сп, 300-й ап, 380-й гап, 128-й орб, 166-й сапб, 197-й обс, 203-й озад, 141-й медсанбат.
- Кроме войск 35-го ск в городе были и другие части. Всего в Бельцах было 6287 военнослужащих.

Гарнизон Унгены Молдавской ССР:
- 176-я сд: 188-й оад 45-мм пушек. Всего было 2308 военнослужащих.

Гарнизон Калараш Молдавской ССР:
- 95-я сд: 57-й ап. Всего было 526 военнослужащих.

Гарнизон Оргеев Молдавской ССР:
- 35-й ск: 266-й корпусной ап. Всего было 1922 военнослужащих.

Гарнизон Бужоры, Онешты, Воя Молдавской ССР:
- 95-я стрелковая дивизия: 161-й сп. Всего было 1702 военнослужащих.

Гарнизон Варзарешты Молдавской ССР:
- 95-я сд: 130-й орб. Всего было 163 военнослужащих.

Гарнизон Кишинёв Молдавской ССР:
- 35-й ск: управление корпуса, корпусные части: 35-я авиаэскадрилья, 247-й сапб, 262-й обс, 268-й озад.
- 95-я сд: управление дивизии, 90 сп, 134 гап, 91 обс, 97 оиптд, 103 медсанбат, 175 озад.
- Кроме войск 35-го ск в городе были и другие части. Всего в Кишинёве было 15340 военнослужащих.

Гарнизон Ниспоряны Молдавской ССР:
- 95-я сд: 48-й сапб. Всего было 179 военнослужащих.

Гарнизон Флорешты Молдавской ССР:
- 95-я сд: 241-й сп. Всего было 2308 военнослужащих.

4 июня вышло Постановление СНК СССР об укреплённых районах № 521,в котором определены сроки формирования воинских частей новых укреплённых районов, в их числе 84-й Верхнепрутский укреплённый район и 86-й Нижнепрутский укреплённый район: полностью формирование закончить 1 октября 1941 года, формирование 1-й очереди — к 1 июля 1941 года — 45 000 чел., формирование 2-й очереди — к 1 октября 1941 года — 75 000 чел.